# برایان فالون
برایان فالون (انگلیسی: Brian Fallon؛ زادهٔ ۲۸ ژانویهٔ ۱۹۸۰) یک موسیقی‌دان اهل ایالات متحده آمریکا است. وی از سال ۱۹۹۷ میلادی تاکنون مشغول فعالیت بوده‌است.